# Dragonfire (arma)
Dragonfire es un prototipo de arma láser de energía dirigida (LDEW) británico. Se presentó al público por primera vez en 2017 en la conferencia Defence and Security Equipment International (DSEI) de Londres y está siendo desarrollado por UK Dragonfire, una colaboración entre MBDA UK, Leonardo UK, QinetiQ y el Laboratorio de Ciencia y Tecnología de Defensa (Dstl). Como demostrador tecnológico, se utilizará para evaluar las armas láser de energía dirigida y sus posibles aplicaciones dentro de las Fuerzas Armadas Británicas.

## Desarrollo
Un láser Dragonfire probado en el rango Hebrides en Escocia, enero de 2024
El arma se mostró públicamente por primera vez en la conferencia DSEI 2017 en Londres. El desarrollo del demostrador tecnológico debía ser realizado por una asociación entre el Ministerio de Defensa británico (MoD) y la industria privada. UK DragonFire es el resultado de contratos por valor de £ 100 millones, de los cuales £ 30 millones fueron otorgados por el Programa de Investigación del Asesor Científico Jefe del MoD, de varias empresas, lideradas por MBDA UK con QinetiQ, Leonardo, GKN, Arke, BAE Systems y Marshall Land Systems participando, para desarrollar un demostrador tecnológico.
Las pruebas iban a comenzar en 2018, seguidas de una demostración importante en 2019, sin embargo, la pandemia de COVID-19 y problemas técnicos causaron retrasos. Finalmente se desplegó en pruebas en 2022 en los rangos de las Hébridas Exteriores, Escocia. Según MBDA, estas primeras pruebas de baja potencia demostraron la capacidad de Dragonfire para rastrear objetivos aéreos y marítimos con una precisión excepcional. Esto fue seguido por pruebas de alta potencia en noviembre de 2022, donde el arma se enfrentó a objetivos utilizando su láser de alta potencia en escenarios operativamente representativos. Dragonfire atacó un objetivo aéreo en ejercicios en Escocia en enero de 2024. El MoD declaró: "El alcance de DragonFire es clasificado, pero es un arma de línea de visión y puede atacar cualquier objetivo visible. La precisión requerida es equivalente a golpear una moneda de £ 1 desde un kilómetro de distancia". 

## Características
Dragonfire utiliza tecnología de combinación de haz pionera en el Reino Unido para entregar un haz láser con mayor densidad de potencia, tiempos de derrota reducidos y alcance efectivo aumentado. Esto se logra, en parte, mediante el uso de decenas de fibras de vidrio, sin embargo, el enfoque técnico completo sigue siendo confidencial. El láser y sus sistemas de puntería asociados, que incluyen una cámara electroóptica y un segundo láser de menor potencia para la imagen y el seguimiento, están montados en una torreta. El láser tiene una potencia de 50 kW y está diseñado para defender objetivos terrestres y marítimos de amenazas como misiles y morteros. Su demanda de energía puede ser cubierta por un Sistema de Almacenamiento de Energía de Volante (FESS), una innovación conjunta entre el Reino Unido y EE. UU. Que se está desarrollando actualmente.
El Reino Unido prevé armas láser de alta energía, como Dragonfire, a bordo de futuros buques de guerra de la Royal Navy, vehículos blindados del Ejército Británico y aviones de combate de la Real Fuerza Aérea, incluido el Tempest de BAE Systems; tiene como objetivo demostrar estos conceptos a bordo de una fragata Type 23 y un vehículo blindado Wolfhound.